# Франкенталь (Саксония)
Фра́нкенталь (нем. Frankenthal) — община в Германии, в земле Саксония.
Подчиняется административному округу Дрезден. Входит в состав района Баутцен. Подчиняется управлению Гросхартау. Население составляет 999 человек (на 31 декабря 2010 года). Занимает площадь 9,43 км².

## Население
| Год  | Численность | Численность |
| ---- | ----------- | ----------- |
| 2017 | 934         | [ 1 ]       |
| 2019 | 931         | [ 3 ]       |
| 2021 | 928         | [ 4 ]       |
| 2022 | 928         | [ 5 ]       |
| 2023 | 906         | [ 2 ]       |